# 板宿
板宿
- 神戸市須磨区の町名。本記事で述べる。
- 同区に所在する板宿駅周辺の地域の通称。板宿駅#駅周辺も参照。

板宿（いたやど）は、兵庫県神戸市須磨区の町名。丁目はなく、郵便番号も割り振られていない。

## 地理
須磨区に所属している。東は明神町に接する。西と南は大手に接する。北は妙法寺口ノ川と接する。

## 校区
市立小・中学校に通う場合、校区は以下の通りとなる
| 区域 | 小学校     | 中学校     |
| ---- | ---------- | ---------- |
| 全域 | 板宿小学校 | 飛松中学校 |

## 施設
山中にあるので民家はない。また、地下に地下鉄が通っている。

### 神社
春日大明神